# Metropolia Denver
Metropolia Denver – metropolia Kościoła rzymskokatolickiego obejmująca w całości stany Kolorado, Wyoming oraz te części Idaho i Montana, które znajdują się w Parku Narodowym Yellowstone (Diecezja Cheyenne), w Stanach Zjednoczonych.
Katedrą metropolitarną jest Bazylika katedralna Niepokalanego Poczęcia Najświętszej Maryi Panny w Denver.

## Podział administracyjny
Metropolia jest częścią regionu XIII (AZ, CO, NM, WY)
- Archidiecezja Denver
- Diecezja Cheyenne
- Diecezja Colorado Springs
- Diecezja Pueblo

## Metropolici
- John Vehr Urban (1931 – 1967)
- James Vincent Casey (1967 – 1986)
- James Stafford (1986 – 1996)
- Charles Chaput, OFMCap (1997 – 2011)
- Samuel Aquila (od 2012)